# Tiếng Aram
Tiếng Aram(אַרָמָיָא Arāmāyā, tiếng Syriac cổ điển: ܐܪܡܝܐ, tiếng Ả Rập: آرامية) là một ngôn ngữ thuộc nhóm ngôn ngữ Semit, nằm trong ngữ hệ Phi-Á (Afroasiatic). Tiếng Aram là một phần của nhánh ngôn ngữ tây bắc Semit, trong nhánh này còn có các ngôn ngữ Canaan như tiếng Hebrew và tiếng Phoenicia. Tiếng Aram có lịch sử khoảng 3000 năm. Nó xuất hiện khoảng giữa thế kỷ XI và thế kỷ IX TCN.

## Tiếng Aram hiện đại
Những người nói nhiều nhất các phương ngữ Aram ngày nay chủ yếu là người Assyria